# 埼玉県立川口青陵高等学校
埼玉県立川口青陵高等学校（さいたまけんりつ かわぐちせいりょうこうとうがっこう）は、埼玉県川口市神戸東にある全日制普通科、男女共学の公立高等学校。

## 概要
1・2年次は全員共通科目を学び、1年次の数学では少人数制・習熟度別授業が行われる。3年次から文系・理系に分かれる。
2015年3月卒業生の進路は、専門学校へ約37％が進学し、就職が約31％、大学へ約17％が進学した。

## クラブ
野球部は2008年の秋季高校野球埼玉県大会で準優勝し、プロ野球・横浜DeNAベイスターズで活躍した野川拓斗投手が当時2年生の時に「第61回秋季関東地区高等学校野球大会」に出場しベスト8の成績を残したが、あと一歩で春のセンバツ出場はならなかった。また、野川拓斗投手が3年生の2009年には、第91回全国高校野球選手権埼玉大会でベスト4まで進出した。
運動部
- 陸上競技部
- バドミントン部（男・女）
- 野球部
- バレーボール部
- バスケットボール部
- ハンドボール部
- テニス部
- サッカー部
- 卓球部
- ワンダーフォーゲル部
- 剣道部
- 柔道部

文化部
- 音楽部
- 英語部
- 美術部
- 文芸部
- JRC部
- 写真部
- 漫画研究部
- 生物部
- 茶華道部
- 演劇部
- 書道部
- 放送研究部
- 家庭科部
- マーチング同好会
- 軽音楽同好会
- 漫画研究同好会
- コンピューター研究同好会

## 著名な卒業生
- 和久井映見（女優）
- 横西奏恵（元競艇選手）
- 野川拓斗（元プロ野球選手）
- 浦野一美（元AKB48・SDN48・渡り廊下走り隊7）
- 下村大樹（プロレスリングBASARA所属・プロレスラー）

## 交通
- 埼玉高速鉄道「新井宿駅」より徒歩20分。
- 埼玉高速鉄道「戸塚安行駅」よりバスで14分乗車し、「神戸バス停」で下車し、徒歩8分。
- JR武蔵野線「東川口駅」南口よりバスで17分乗車し、「神戸バス停」で下車し、徒歩8分。
- JR京浜東北線「川口駅」東口よりバスで22分乗車し、「神戸バス停」で下車し、徒歩8分。